# Vancouvrov otok
Vancouvrov otok (angleško Vancouver Island) je kanadski otok v Tihem oceanu, ki leži ob obali na skrajnem jugozahodu države, ob meji z Združenimi državami Amerike. Meri 460 km v dolžino in 50–120 km v širino ter je s površino 31.285 km² eden večjih kanadskih otokov ter 43. največji otok na svetu. Upravno je del province Britanska Kolumbija, na njem stoji tudi mesto Victoria, ki je glavno mesto province in s skoraj 350.000 prebivalci širšega mestnega območja daleč največje naselje na otoku.
Geološko je Vancouver nadaljevanje verige Zahodnih Kordiljer, ki se nadaljujejo od obalnega gorovja na zahodu Združenih držav Amerike. Notranjost je gorata ter porasla z gozdom in tudi zahodna obala je zelo razčlenjena, ob ostalih obalah pa je nižavje. Podnebje je blago in vlažno, kar se odraža tudi v množici jezer in razmeroma kratkih, a močno vodnatih rek.
Otok se imenuje po britanskem raziskovalcu Georgeu Vancouvru, ki ga je v letih 1792–1794 prvi obplul in kartiral. Kasneje je postal britanska kolonija. Na polovici 19. stoletja so Britanci na južni konici zgradili utrdbo, okrog katere je nato nastalo naselje Victoria. Kmalu je začelo hitro rasti, saj so v bližini odkrili zaloge premoga, naseljenci pa so prihajali iskat tudi zlato med zlato mrzlico. Tega na otoku niso odkrili, zato se je gospodarstvo osredotočilo na izkoriščanje zalog premoga in lesa. V zadnjih letih večina otoka, tradicionalno usmerjenega v gozdarstvo, stagnira oz. nazaduje zaradi nizkih cen lesa na svetovnem tržišču, le Victoria se je razvila v sodobno urbano središče, ki slovi po visoki kakovosti življenja in kjer so prisotna tudi visokotehnološka podjetja. Zdaj v širšem mestnem območju Victorie živi več kot polovica vseh prebivalcev otoka.